# Délio Braz
Délio Braz (Luziânia, 16 de fevereiro de 1940) é um empresário na área da educação e ex-parlamentar brasileiro, tendo exercido dois mandatos, um deles como membro da Assembleia Nacional Constituinte de 1987. Abandonou a vida política em 1995.

## Início da Vida
Délio José Braz nasceu em 16 de fevereiro de 1940 em Luziânia (GO). Filho de Graziela Maria de Jesus e Oscar Braz de Queiroz. Era assim parte da família Braz de Queiroz, uma das famílias políticas tradicionais da cidade. Seu pai viria a ser um de seus primeiros vereadores em 1947, e posteriormente seria eleito prefeito três vezes.
Tendo passado por profissões como corretor de imóveis e agrimensor, Délio ingressou na faculdade de direito do Centro de Ensino Universitário de Brasília (CEUB), do Distrito Federal, em 1980, se formando como bacharel em 1986.

## Carreira Política
Ainda em 1986, em novembro, Délio Braz foi eleito deputado federal constituinte, com 36.645 votos, pela legenda do Partido do Movimento Democrático Brasileiro (PMDB), atual Movimento Democrático Brasileiro (MDB). Tomou posse em 1º de Fevereiro de 1987.
Ao longo de seu primeiro mandato, foi titular de comissões como as dos Direitos e Garantias do Homem e da Mulher (1987), de Relações Exteriores (1989), e Mista de Orçamento (1989-1990), na qual também foi suplente. Foi suplente também nas Comissões de Sistematização (1987-1988) e de Fiscalização e Controle (1889-1990).
Foi eleito novamente em 1990. Ao início de seu segundo mandato, em 1991, foi vice-líder do PMDB e do governo. Enquanto vice, participou das comissões de Educação, Cultura e Desporto; de Defesa Nacional; e de Ciência e Tecnologia.
Délio Braz se ausentou da sessão que pedia a abertura do processo de impeachment do então presidente Fernando Collor de Melo, em 29 de Setembro de 1992.
Quanto às votações das principais emendas constitucionais propostas entre 1991 e 1995, Délio foi favorável à extinção do voto obrigatório e contra a criação do Imposto Provisório sobre Movimentação Financeira (IPMF). Se absteve porém da votação para criar o Fundo Social de Emergência (FSE).
Ao final do mandato, estava filiado ao Partido da Frente Liberal (PFL), que futuramente viria a se chamar Democratas (DEM). Porém, não conseguiu se eleger no pleito de 1994. Deixou a câmara em janeiro de 1995 e desvinculou-se do partido no mesmo ano. Deixando a vida política, passou a atuar como empresário na área da educação.

### Atividade em Comissões[3]

#### Assembleia Nacional Constituinte
- Subcomissão dos Direitos e Garantias Individuais, da Comissão da Soberania e dos Direitos e Garantias do Homem e da Mulher: Titular (1987)
- Comissão de Sistematização: Suplente (1987-1988)

#### Congresso Nacional
- Comissão Mista de Orçamento: Titular (1989-1990) e Suplente (1990)
- Comissão Mista Especial Representativa do Congresso Nacional: Suplente (1992)
- Comissão Representativa do Congresso Nacional: Titular (1993)

#### Câmara dos Deputados

##### Comissões Permanentes
- Comissão de Ciência e Tecnologia: Membro
- Comissão de Ciência e Tecnologia, Comunicação e Informática: Suplente (1992)
- Comissão de Constituição e Justiça e de Redação: Titular (1994)
- Comissão de Defesa Nacional: Membro
- Comissão de Economia, Indústria e Comércio: Suplente (1991-1992)
- Comissão de Educação, Cultura e Desporto: Titular (1990-1991; 1991-1992; 1993-1994)
- Comissão de Fiscalização e Controle: Suplente: (1989-1990)
- Comissão de Minas e Energia: Titular e Suplente (1993)
- Comissão de Relações Exteriores: Titular (1989)
- Comissão de Relações Exteriores: Suplente (1990)
- Comissão de Trabalho, de Administração e Serviço Público: Segundo Vice-Presidente (1992) e Suplente (1994)

##### Comissões Especiais
- Crimes de Responsabilidades do Presidente da República: Suplente (1992)

##### Comissão Especial Externa
- Fiscalizar e Controlar Atos do Poder Executivo: Titular (1992)